# Tazabagjabcultuur
De Tazabagjabcultuur (Russisch: Тазабагьябская культура, Oezbeeks: Tozabogʻyop madaniyati) was een bronstijdcultuur van de 15e-11e eeuw v.Chr., gelegen op het grondgebied van het huidige Oezbekistan. 
De voorafgaande Kelteminarcultuur veranderde als gevolg van de migratie van Indo-Iraanse stammen uit de Andronovo- en sroebnacultuur. 
Aangenomen wordt dat de dragers van deze cultuur Indo-Europese veehouders waren, die geleidelijk overgingen tot geïrrigeerde landbouw, het begin van de agrarische cultuur van Chorasmië. Er zijn sporen van een vuurcultus gevonden.